# グラフィティ

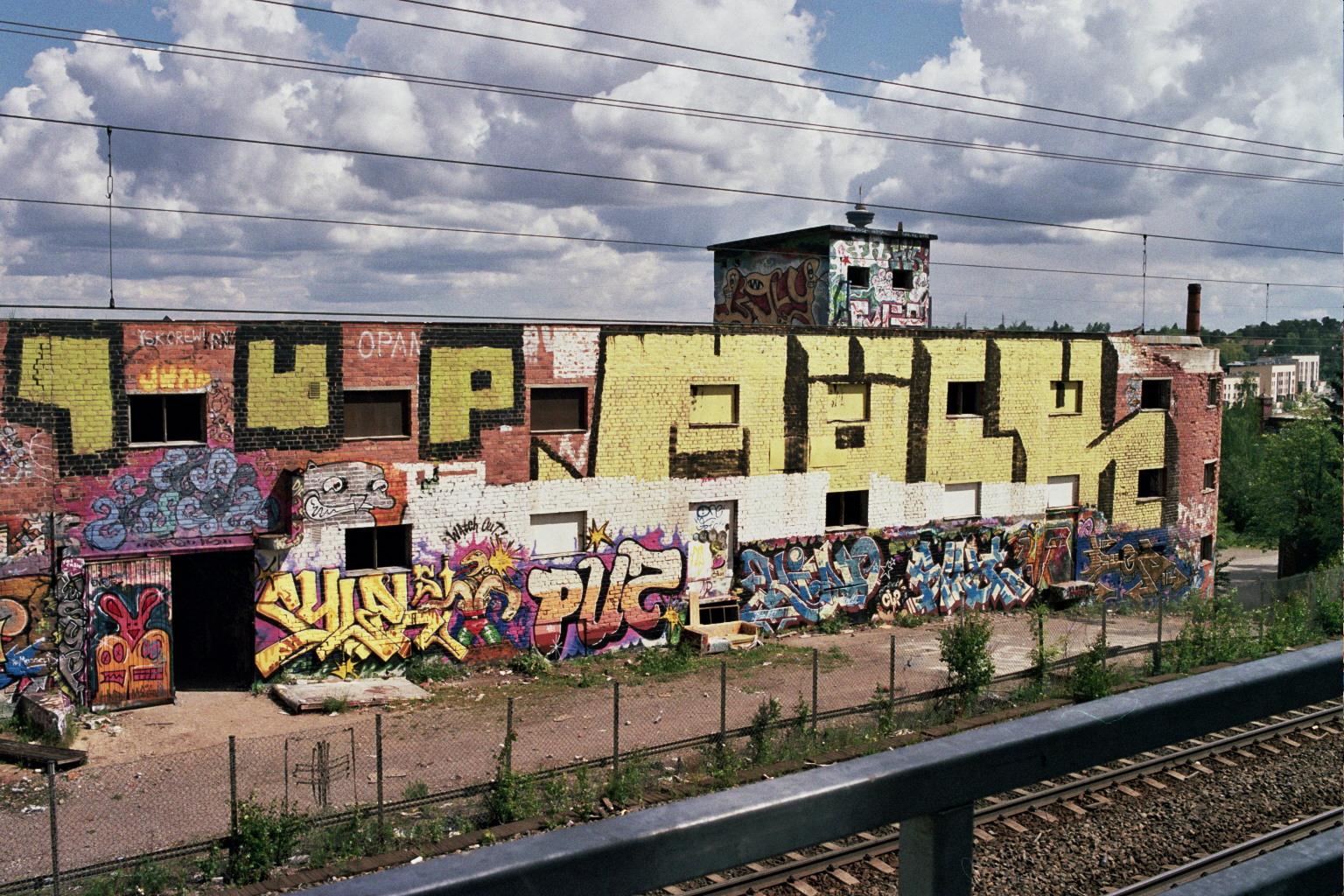
フィンランドにある落書きされたルーフフェルト工場の廃墟

グラフィティ (graffiti) は、美術のアートスタイルに使われる。また、エアロゾールアート (aerosol art) ともいい、デザインされた自分の名前を、スプレーやフェルトペンなどを使い、壁などに描くという行為、およびその文化形態の総称である。グラフィティを描く者のことを、ライター (writer) やペインター (painter) という。日本ではグラフィティを落書き（scribble）と言い表すこともある。

## 歴史

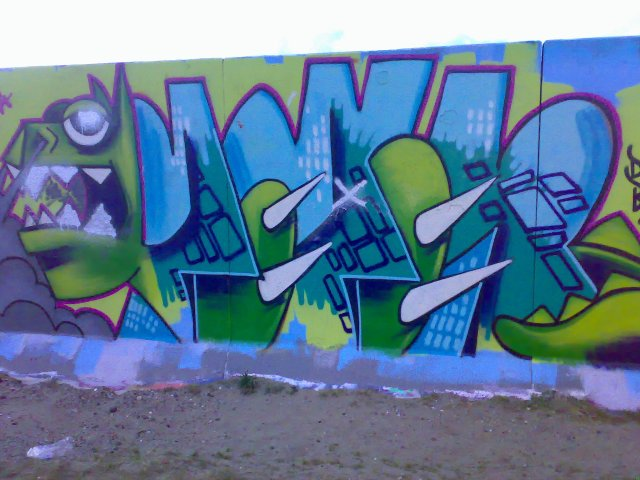
グラフィティの例

壁に図像を描く行為は古くは、ラスコー洞窟やローマのカタコンベなどにも見られる。またグラフィティの要素とされる、文字や図像を利用した壁画は、公共物として使用される壁、トイレ、鉄道や地下鉄などで、アメリカやヨーロッパのみならず世界各地で散見されている。1800年代後半にはアメリカでBozo Texinoをはじめとするホーボーと呼ばれる放浪労働者がチョークや工業用クレヨンを使い、他のホーボーと自分たちの物語や放浪に有益な情報を共有するために、移動する列車にグラフィティを描いた。それはモニカー（Moniker）と呼ばれるスタイルで描かれており、初期のモダングラフィティ作品の一つとされている。

### 欧米のグラフィティ

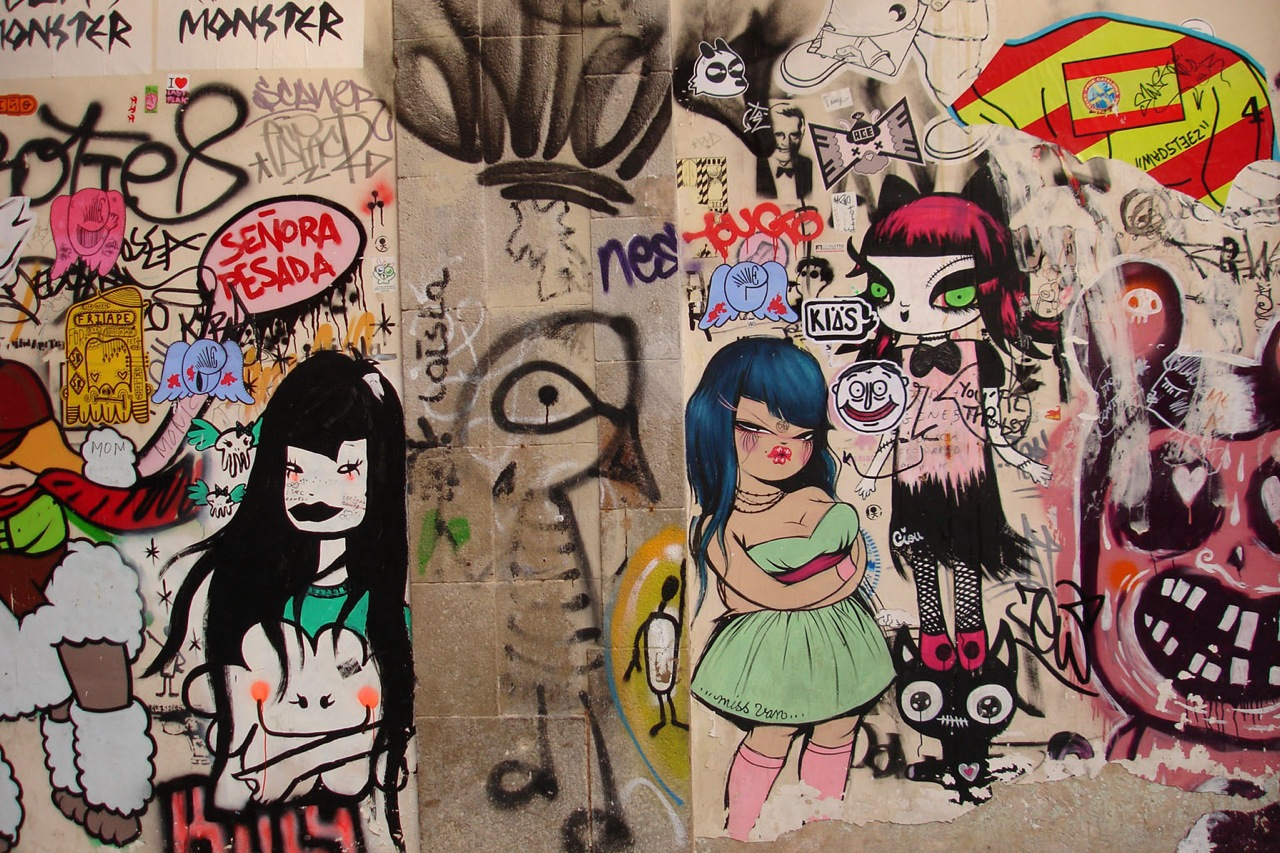
ミス・ヴァン (en) らによる作品

バンクシーによる作品

アメリカにおいてヒップホップ文化から派生／相互作用した（実際はロックからの影響も強いとされる）とされるグラフィティは、1960年代末にフィラデルフィアで始まったと言われており、そこから1970年代にニューヨークのハーレムやブロンクスに代表されるアップタウンを経由して、ダウンタウンに伝わったとされ、スプレーやフェルトペンなどを用いて壁や電車などに落書きをすることから始まったとされる。1980年代には、ダウンタウンの黒人文化とされていたNYのグラフィティが、アッパーミドルの白人文化へ吸収される形で、前衛芸術として認められるようになり、それは映画『ワイルド・スタイル』（1983）や『スタイル・ウォーズ（英語: Style Wars）』（1983）などでフィクションを交えながら描かれている。初期のキース・ヘリングやジャン＝ミシェル・バスキアの現代美術のフィールドでの活躍は、アメリカのみならずヨーロッパや日本のアートシーンに影響を与えた。
キース・ヘリングのグラフィティは、地下鉄の使用されていない広告掲示板に黒い紙を張り、その上にチョークで絵を描くという穏当なものであった。ジャン＝ミシェル・バスキアが10代で芸術活動を始めるきっかけとしてグラフィティ行為があったのは事実だが、世に認められた作品は「グラフィティをモチーフにした作品」であって、グラフィティそのものではない。一方で2人は、アートの世界にグラフィティという文化の存在を知らしめたという点でグラフィティのシーンに大きく貢献したと言われている。このアメリカのグラフィティ文化の源流としてキルロイ参上や、ギャンググラフィティが見てとれる。イギリスにはバンクシーが登場し、大きな話題となった。

## 日本のグラフィティ
- 分類

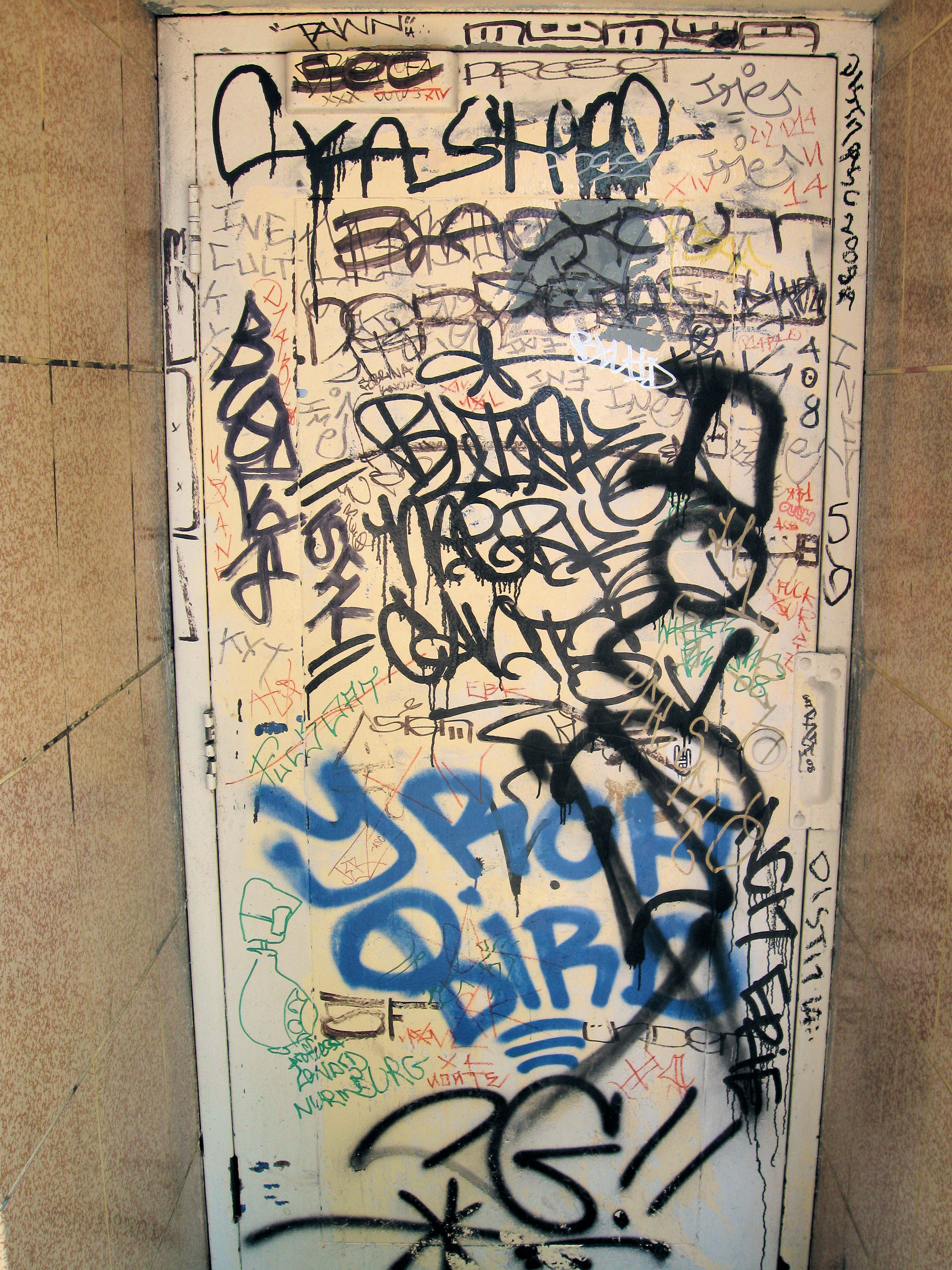
タギングの一例

10種類ほどに分類できるが、その一部を挙げる。
- タグ：フェルトペンやスプレーなどの単色を使い、自分のグラフィティ用の名前、クルー（自分の属するグラフィティの集団）、出身地などを書いたものをタグという。
- スローアップ：単色か多くとも二色の色を用い、数分で書き上げた文字をスローアップという。代表的なスローアップのスタイルとして、バブルレターが挙げられる。
- ブロックバスタ：ペンキーローラーなどを使ってブロック体などの読みやすいフォントを書く巨大なグラフィティをブロックバスタという。
- ピース：それに対し多彩な色を用い、時間をかけ、絵や文字などを描いたものをピースという。一般に文字のグラフィティをレター、人物、動物などを描いたものをキャラクターと分類する。
- プロダクション：壁一面に、一人から数人のライターがピースを描き、より芸術性を高めたスタイルとしてプロダクション、ミューラルなどがあるが、基本的に合法の表現活動であるため、グラフィティとみなされないことも多い。
- ローラー
- ストンパー
- ステンシル

※タグ、スローアップはグラフィティの中でも特にヴァンダル（公共物破壊）の色が濃いものとされる。
この他にも描かれた場所により、特別な意味を持つ場合がある。
- 電車などに描かれたものは、トレイン、トレインボムと呼ぶが、日本でこれを行うと器物損壊等罪（刑法第261条）で逮捕されるだけでなく、鉄道会社から多額の損害賠償が請求される[11]。
- ビルの屋上などに描かれたものを、ルーフトップと呼ぶ。

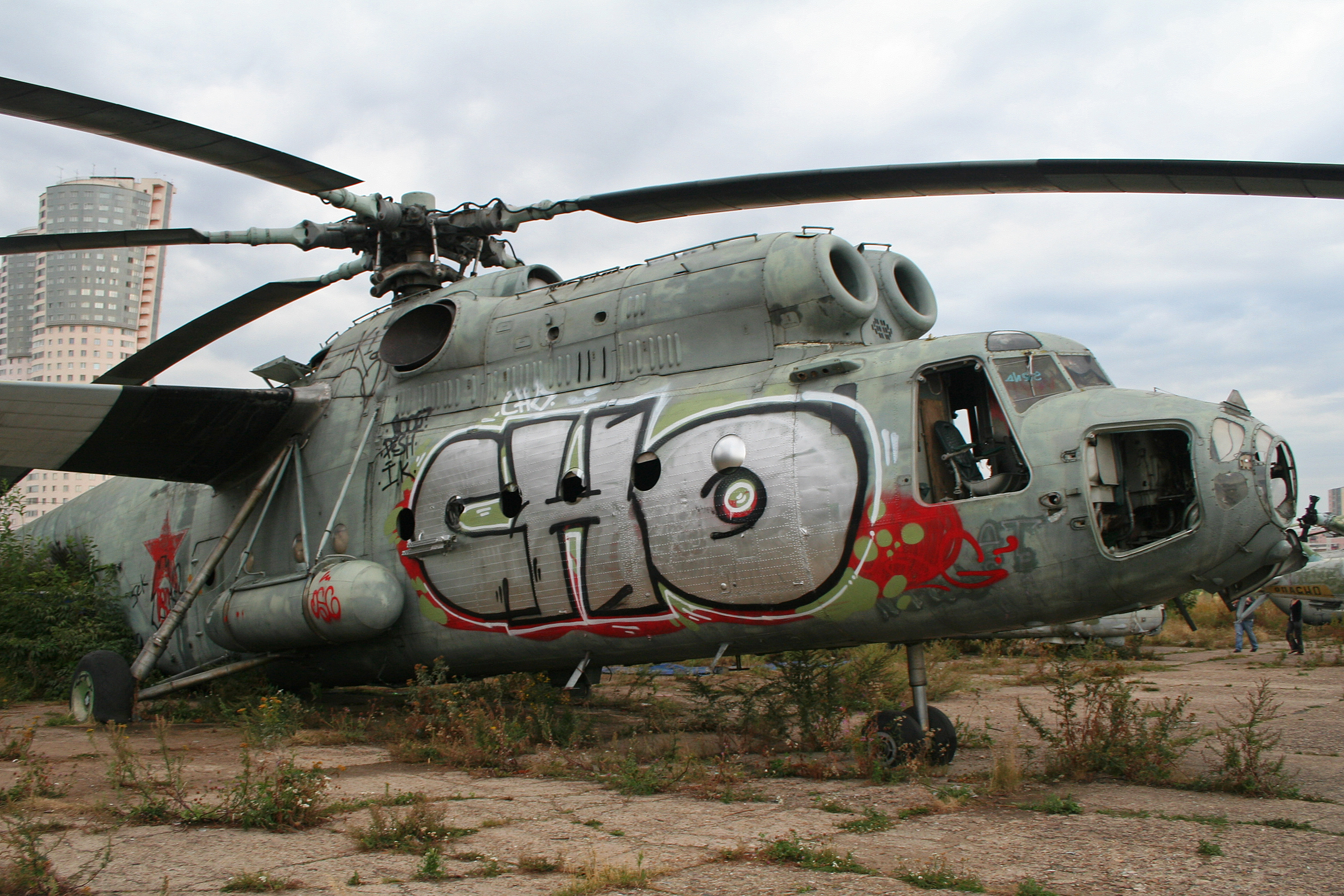
グラフィティが描かれたミル設計局製のヘリコプター（Mil Mi-6）

台北市にある合法的壁面

公園、橋、建物、地下鉄（列車）、窓などに描かれるグラフィティの多くは、所有者に許可を取っていない場合が多く、許可がない場合は器物損壊に問われる可能性がある。公共施設や公共交通機関だけではなく、古くからのライターにはタブーとされていた個人住宅の壁、商店のシャッターに描かれるものもある。また、グラフィティ自体を知らなかったり、グラフィティを芸術と認識しない人にとっては単なる落書きと変わらないため、景観保護の観点からライターや施設所有者が近隣住民と対立する場合がある。
これらの問題に対応して、通常のグラフィティとは逆に「意図的に汚れを落とす」ことでメッセージやアートを表現するリバース・グラフィティという手法も生まれている。ライターたちにはいくつかの暗黙の了解があるとされる。代表的なものは、すでにあるグラフィティの上に描くには更に完成度の高い図案を作らなくてはいけない、というものであり、このルールを守ればグラフィティは美術性を高めることが可能である。また、対象は公共施設、交通機関、巨大な建物などとされ、「個人商店、個人宅には描いてはいけない」というものがあった。しかし、ライターモラルの低下によって、それらが決して守られているとは言えない状況になってきている。